# Hadsten Gade Grand Prix
Hadsten Gade Grand Prix er et dansk gade-cykelløb i Hadsten, der blandt flere professionelle cykelryttere betragtes som et af Danmarks hårdeste cykelløb. Gennem årene har flere internationale som nationale stjerner deltaget i løbet; heriblandt Bjarne Riis, Lance Armstrong,, Chris Froome Rolf Sørensen og Tony Rominger. Løbet køres på en rundstrækning, der med sine 1400 m og en gennemsnitlig stigningsprocent på 6,5% på de sidste 340 meter før mål, har gjort Søndergadebakken, som den kaldes, berygtet. Løbet afvikles over 60 min, hvorefter der køres fem afsluttende omgange. Løbet afvikles typisk fire dage efter Tour de France, men blev i 2022 rykket to uger.
Siden første udgave blev kørt i 1993, har Jesper Tikiøb stået bag arrangementet, der regnes som Favrskov Kommunes største tilbagevendende sports- og kulturevent. Løbet har siden starten været åbent for alle licensryttere hos Danmarks Cykle Union og fra 2013 deltager hele den danske kvindeelite i den første afdeling af Lindberg Sport Dame Cup 2013, der afvikles som et gadeløb.
Publikumsrekorden kom i 2003 med over 25.000 betalende tilskuere. Det var samme år som Lance Armstrong besøgte Hadsten. Siden genstarten i 2011 er der ikke krævet entré.
Løbet har været kendt under flere forskellige navne siden oprettelsen i 1993; heriblandt CSC Scandihealth Grand Prix (2003), Decoplant Grand Prix (2006) og Hadsten Bank Grand Prix (2007-2008). Navnet Det Nye Løb kom til da løbet genopstod efter to års pause i 2011.

## Historie
Hadsten Gade Grand Prix daterer sig tilbage til 1993, hvor Jesper Tikiøb startede løbet op, med den efterhånden ikoniske Søndergade-bakke som samlingspunkt for det der senere er blevet kaldt ”verdens hårdeste gadeløb”.
Der har været kørt gadeløb i Hadsten tilbage til 70’erne, men siden 1993 blev det mere professionaliseret med Jesper Tikiøbs genopblomstring af cykelgadeløb i Hadstens gader.
Samtidig med starten i 1993, oplevede dansk cykling en ”gylden generation” med Bjarne Riis, Rolf Sørensen, Jesper Skibby, Bo Hamburger og mange flere, som skabte store resultater i verdens største cykelløb. Det skabte en enorm begejstring og opbakning til gadeløbet i Hadsten også.
Op igennem tiden har Hadsten Gade Grand Prix haft 3 Tour de France vindere på ruten i Bjarne Riis, Lance Armstrong og Chris Froome, som alle kom iført den gule trøje, som vinder af det netop overstående Tour de France (1996, 2003, 2015). Herudover har Robbie McEwen og Michael Rasmussen deltaget i gadeløbet iført i henholdsvis den grønne pointtrøje og den prikkede bjergtrøje, som de netop havde vundet i Tour de France.
På sejrslisten er det også nogle af de største navne i cykelsporten som står herpå. F.eks. Bjarne Riis, Jakob Fuglsang, Matti Breschel, Frank Schleck, Danilo di Luca, Tyler Hamilton og Søren Kragh Andersen er blandt vinderne igennem tiden.
Løbets afvikling blev i 2018 overtaget af Hammel Cykle Klub, mens Jesper Tikiøb forblev en del af eventet som konsulent. Løbet stod til ikke at blive afviklet igen efter 2019 udgaven, da Hammel Cykle Klub ikke kunne løfte opgaven alene. En gruppe lokale kultur- og idrætsforeninger; Hadsten Håndbold, Hadsten Hawks Basketball, Favrskov Teakwondoklub, Hadsten Idrætskreds, Hadsten Badmintonklub, Hadsten Sports Klub, Hadsten Kultur- & Idrætscenter og CIVIC, gik da sammen om at lave foreningen Hadsten Sport, Event & Kultur (HSEK) som sammen med Hammel Cykle Klub stod for afviklingen i 2022 med deltagelse af World Tour rytterne Mads Pedersen, Andreas Kron, Michael Mørkøv, Johan Price-Pejtersen og Asbjørn Hellemose som sammen med vinderen og hjemmebane-favoritten Jeppe Aaskov Pallesen fra Hadsten har kørt sine ungdomsår i Hammel Cykle Klub.

## Ruten
Den legendariske rundstrækning med start og mål på toppen af Søndergade, fortsættes ad Hammelvej mod vest. Ved Neder Hadstenvej drejes til højre ad sammen vej, hvor rytterne forsætter til rundkørslen neden for bakken. Her svinges til højre ad Søndergade, der med sine 5,8% i gennemsnitlig stigning, er berygtet bland cykelryttere.

## Vinderne
Det er 32 år siden cykelløbet første gang blev afviklet. Herunder ses en liste over samtlige vinderne siden 1993. I 2004 udgik løbet til fordel for DM i landevejscykling, der blev afviklet i og omkring Hadsten.
| År                                   | Vinder                    |
| ------------------------------------ | ------------------------- |
| 1993                                 | Bjarne Riis               |
| 1994                                 | Bjarne Riis               |
| 1995                                 | Bo Hamburger              |
| 1996                                 | Bjarne Riis               |
| 1997                                 | Bjarne Riis               |
| 1998                                 | Bo Hamburger              |
| 1999                                 | Martin Krüger             |
| 2000                                 | Lennie Kristensen         |
| 2001                                 | Michael Blaudzun          |
| 2002                                 | Tyler Hamilton            |
| 2003                                 | Jacob Moe Rasmussen       |
| Afløst af DM i landevejscykling 2004 |                           |
| 2005                                 | Danilo Di Luca            |
| 2006                                 | Fränk Schleck             |
| 2007                                 | Matti Breschel            |
| 2008                                 | Allan Johansen            |
| Ingen konkurrence 2009-2010          |                           |
| 2011                                 | Lasse Bøchman             |
| 2012                                 | Lars Bak                  |
| 2013                                 | Jakob Fuglsang            |
| 2014                                 | Jonas Aaen                |
| 2015                                 | Søren Kragh Andersen      |
| Ingen konkurrence 2016               |                           |
| 2017                                 | Jonas Aaen                |
| 2018                                 | Rasmus Bøgh Wallin        |
| 2019                                 | Steffen Munk Christiansen |
| Ingen konkurrence 2020-2021          |                           |
| 2022                                 | Jeppe Aaskov Pallesen     |
| 2023                                 | Mads Pedersen             |
| 2024                                 | Daniel Stampe             |
| 2025                                 | Kasper Andersen           |